# Landivisiau
Landivisiau (bretonsko Landivizio) je naselje in občina v severozahodnem francoskem departmaju Finistère regije Bretanje. Naselje je leta 2008 imelo 8.964 prebivalcev.

## Geografija
Kraj leži v pokrajini Pays de Léon ob reki Élorn, 36 km severovzhodno od Bresta. V bližini se nahaja vojaška pomorska zračna baza (Base d'aéronautique navale de Landivisiau).

## Uprava
Landivisiau je sedež istoimenskega kantona, v katerega so poleg njegove vključene še občine Bodilis / Bodiliz, Gwimilio / Brenniliz, Lampaul-Guimiliau / Lambaol-Gwimilio, Plougourvest / Gwikourvest, Plounéventer / Gwineventer, Saint-Derrien / Sant-Derc'hen in Saint-Servais / Sant-Servez-Landivizio s 16.604 prebivalci.
Kanton Landivisiau je sestavni del okrožja Morlaix.

## Zanimivosti
- Cerkev in vodnjak sv. Divizija, zaščitnika kraja,
- Landivisiau je zgodovinsko središče vzreje bretoncev - bretonske pasme hladnokrvnih konjev.

## Pobratena mesta
- Bad Sooden-Allendorf (Hessen, Nemčija),
- Bideford (Anglija Združeno kraljestvo).